# 33 Thomas Street
33 Thomas Street (ex AT&T Long Lines Building) è un grattacielo situato a Lower Manhattan, New York City. Si trova sul lato est di Church Street, tra Thomas Street e Worth Street. L'edificio, alto 170 metri è un esempio dello stile architettonico brutalista. Si tratta di una centrale telefonica o di un centro di cablaggio che conteneva tre principali interruttori 4ESS utilizzati per la telefonia di interscambio (interurbane). L'edificio è stato anche descritto come l'ubicazione probabile di un hub di sorveglianza di massa della National Security Agency (NSA) con il nome in codice TITANPOINTE.

## Storia
La posizione era precedentemente sede di edifici in ghisa, tipici della zona, le cui facciate erano state conservate prima della demolizione. L'edificio era una parte fondamentale del dipartimento AT&T Long Lines. Il dipartimento delle linee lunghe divenne AT&T Communications nel 1984, dopo la cessione di Bell System. L'AT&T Long Lines Building è oggi comunemente noto con il suo indirizzo, 33 Thomas Street, come molti importanti edifici commerciali di New York City.
AT&T ha gradualmente trasferito gli interruttori e le altre strutture dal loro ex quartier generale AT&T Long Lines al 32 Sixth Avenue, a pochi isolati di distanza, completando il trasferimento nel 1999. 33 Thomas è ancora utilizzato in ambito telefonico, ma parte dello spazio è utilizzato anche come spazio di data center altamente sicuro.
Il 17 settembre 1991, un errore di gestione, un guasto all'attrezzatura elettrica e un errore umano si sono combinati per disabilitare completamente l'interruttore dell'ufficio centrale di AT&T a 33 Thomas. Di conseguenza, oltre 5 milioni di chiamate sono state bloccate e anche le linee private della Federal Aviation Administration sono state interrotte, interrompendo il controllo del traffico aereo verso 398 aeroporti che servono la maggior parte degli Stati Uniti nord-orientali. Poiché l'edificio è stato progettato per essere autosufficiente, AT&T aveva un accordo di riduzione del carico con l'utility elettrica, Consolidated Edison, in cui avrebbero volontariamente passato l'alimentazione di rete ai generatori in loco su richiesta. Questa era una procedura di routine che era stata eseguita con successo in passato, ma che in questa occasione è andata storta. Gli allarmi non sono stati rilevati fino a quando non era troppo tardi per mantenere attiva l'alimentazione.
Dopo la distruzione del World Trade Center negli attacchi dell'11 settembre 2001, AT&T Local Services ha ripristinato le strutture perdute acquisite dall'ex Teleport Communications Group.

## Caratteristiche
Il Long Lines Building fu progettato dall'architetto John Carl Warnecke e completato nel 1974. Poiché è stato costruito per ospitare apparecchiature di commutazione telefonica, l'altezza media del pavimento è di 18 piedi (5,5 m), considerevolmente più alto che in un grattacielo medio. I pavimenti sono anche insolitamente robusti, progettati per sostenere una pressione di circa 14,4 kPa. 
Le pareti esterne non hanno finestre (tranne l'ingresso) e sono realizzate con pannelli prefabbricati in cemento rivestiti con facce di granito svedese testurizzate a fuoco. Ci sono sei grandi sporgenze dalla base rettangolare che ospitano condotti dell'aria, scale e ascensori. C'è una serie di grandi aperture di ventilazione sporgenti al 10º e 29º piano. William H. Whyte ha affermato che presenta il muro "spento" più alto del mondo.
Viene spesso descritto come uno degli edifici più sicuri d'America, ed è stato progettato per essere autosufficiente con i propri approvvigionamenti di gas e acqua e capacità di generazione di elettricità. È inoltre protetto dalle ricadute nucleari fino a due settimane dopo un'esplosione atomica. Il suo stile è stato generalmente elogiato, con il New York Times che ha affermato che è un raro edificio del suo genere a Manhattan che "ha un senso architettonico" e che "si fonde con più dolcezza nei suoi dintorni" rispetto a qualsiasi altro grattacielo nelle vicinanze.

## Nella cultura di massa
- 33 Thomas è rappresentato come il quartier generale di un'operazione di sorveglianza globale gestita da John Cerruti, interpretato da Anthony Perkins, nella satira cospirativa del 1979 Winter Kills.
- Long Lines viene citato da Teju Cole, nel suo primo romanzo Open City, su New York.
- Long Lines è apparso nello show televisivo Mr. Robot come struttura di archiviazione dei record bancari di E Corp nella stagione 3.
- L'edificio appare in primo piano nell'episodio 2 di X-Files, Stagione 11.
- È l'edificio in cui Clive Owen, nel ruolo del detective Sal Frieland (46, Detective 1st Class), lavora nel film Anon del 2018 che si svolge in un futuro alternativo in cui la realtà aumentata è onnipresente.
- L'edificio è stato citato come fonte d'ispirazione per l'Oldest House, l'ambientazione del videogioco Control di Remedy Entertainment.[11]